# PRO
PRO eller Kunstnersammenslutningen PRO blev oprettet i 1962, som ”salgsudstilling” af en række især unge og yngre kunstnere, der lejede sig ind i udstillingsbygningen Charlottenborg. Gennem årene har PRO fungeret som springbræt for noget større og betegnes derfor nogle gange som en gennemtrækssammenslutning.
Efter at udstillingsbygningen skiftede til Kunsthal Charlottenborg, har kunstnergruppen PRO udstillet forskellige steder i landet. Sammenslutningen udstiller normalt sammen med forskellige inviterede gæster.

## Grundlæggere og deltagere i den første udstilling i november 1963
- Poul L. Andersen
- Svend Danelund
- Niels Guttormsen
- Elmer Hemmingsholt
- Gunnar Hossy (gæst)
- Ebbe Dyre Jarner
- Julius Jespersen
- Erik Jørgensen
- Poul Kerber
- Peer Koefoed-Larsen
- Nes Lerpa
- Poul Lillesøe
- Kai Lindemann
- Niels Macholm
- Peter Nyborg
- Rudi Olsen
- Kjeld E. Petersen
- Roger Martyn Pring
- Hugo Rasmussen
- Tonning Rasmussen
- Annelise Ratsach
- Preben Reinicke
- Frank Rubin
- Ole Bach Sørensen
- Grete Sørensen
- Bjarne W. Troelstrup

## Nuværende medlemmer
Billedkunstnerne
Claus Bojesen,
Gunnar Bay Bayz,
Hans Kjær,
Jon Gislason,
Annette Juel, 
Hans Tyrrestrup,
Jette With,
Henriette Lorentz,
Annette Sjølund,  
Jonna Pedersen,
Bjørn Eriksen, 
Jan Jensen,
samt musiker & komponist Karsten Vogel.